# Viktor Iușcenko

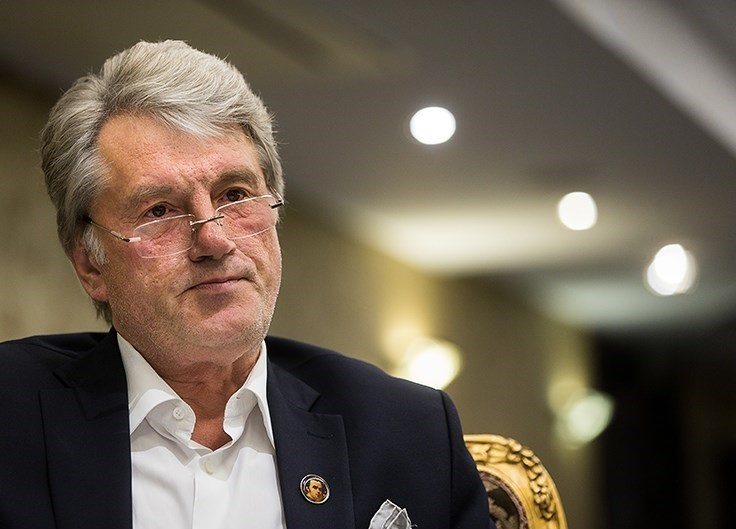
Viktor Iuşcenko

Viktor Andriiovici Iușcenko (ucraineană: Віктор Андрійович Ющенко, n. 23 februarie 1954, Horujivka, Raionul Nedrîhailiv, RSS Ucraineană, URSS) este un politician ucrainean, conducător al grupului de opoziție Ucraina Noastră (ucraineană: Наша Україна, Nașa Ukraina) și fost președinte al țării.

## Biografie
Viktor Iușcenko s-a născut în 1954 într-o familie de învățători. În 1975 a terminat Institutul tehnico-financiar din Ternopil după care a lucrat două luni în contabilitate într-un IAS din oblastul Ivano-Frankivsk. După terminarea serviciului militar, Iușcenko a lucrat într-o filială a Băncii Naționale a Ucrainei din Uljanivka, în oblastul său de origine, mai întâi ca economist de departament, iar din 1977 ca șef de departament. Între 1985 și 1987 a fost șef adjunct de departament la Banca Națională din Kiev pentru probleme de agricultură cum ar fi credite și finanțare pentru IAS-uri. La sfârșitul lui 1987 s-a transferat la centrala națională a Agroprombank a Uniunii Sovietice. Din 1990 a fost șef adjunct de departament la banca agricolă Ukraina din Kiev. Lui i se datorează introducerea monedei ucrainene („grivna”) și evitarea hiperinflației datorită crizei financiare din Rusia în 1998, cât timp el a condus Banca Națională Ucraineană.
În ianuarie 1993 a devenit mai întâi șef de departament, apoi (1997) director al Băncii Naționale. În 1998 a apărut dizertația sa la tema Dezvoltarea Ofertei și Cererii de Bani în Ucraina. 
Din 22 decembrie 1999 până la 29 mai 2001 Viktor Iușcenko a fost prim-ministru al Ucrainei. Printr-un vot de neîncredere, el a pierdut această funcție; s-a speculat atunci în țară, că prin această campanie, popularul și vest-orientatul politician ar trebui să fie reținut de la o candidatură la președinție și o eventuală victorie. Succesorul lui Iușcenko în guvern a fost Anatoli Kinach din Mikolajev (Partidul Industriașilor și Antreprenorilor din Ucraina).
Din mai 2002 Iușcenko este deputat parlamentar și președinte al partidului de opoziție Ucraina Noastră; din iunie 2002 este membru al comitetului pentru chestiunile cetățenilor, probleme legate de minoritățile naționale și relații internaționale. În afară de acestea, el mai este activ în multe alte comitete și a primit mai multe premii (Medalia orașului Atena și distincția de cetățean al orașului (Ternopîl, Lemberg) precum și două grade de Doctor de Onoare.
Iușcenko întreține relații apropiate cu președintele Georgiei Mihail Saakașvili și partidul acestuia, Mișcarea Națională - Democrații.
Viktor Iușcenko este căsătorit cu americanca Katerina Iușcenko-Ciumatșenko (pentru a doua oară) și are din ambele căsătorii trei fiice și doi fii, precum și două fiice vitrege. Cel mai tânăr fiu s-a născut la 25 martie 2004. 
Din septembrie 2004 Iușcenko suferă de o boală care i-a afectat organele sale punându-i în pericol viața. Fața i-a fost desfigurată. El a fost tratat într-o clinică din Viena și a lipsit patru săptămâni din campania electorală. Motivele apariției bolii nu sunt încă cunoscute, însă în special susținătorii săi susțin că a fost opera unei otrăviri puse la cale de contracandidații săi politici.